# ちびとぼく
『ちびとぼく』は、私屋カヲルによる日本の4コマ漫画。竹書房の4コマ誌『まんがライフオリジナル』で1999年1月号にゲスト掲載・同年5月号より連載開始され、2007年5月号まで続いた。かつては『まんがくらぶ』にも連載（2006年6月号まで）されていた。『あにまるパラダイス』にも掲載されていただけでなく、この作品の主人公ちびのモデルになった猫を中心に描いた「実録ちびとぼく」も13号まで連載されていた。

## 作品概要
桃井家のネコ・ちびとそのちびを溺愛する飼い主の高校生・桃井ケンヂのネコ中心生活を描く。

## 登場人物

### 桃井家の人びと
ちび
桃井家で飼われる雌ネコ。白い体に公家眉が特徴。
元々捨て猫だったのを、桃井家母が拾う。
頭が良くポストペットに嫉妬してキーボードで抗議文を打ち込んり、寝てしまったケンヂの提出文を手助けしたことがある。（ただし語尾はニャ）
俗に言うミックス、つまり雑種。当人（猫）はその事を気にしている。
稀に擬人化されるが、その際は着物に白く長い髪の毛の少女になる。
桃井ケンヂ
ちびの飼い主の高校生。
ちびのことを溺愛しているためか、学業が疎かになることも。現在は地元のテーマパーク「ネコランド」でアルバイトをしている。
母
ケンヂの母。本名不明。
専業主婦のためちびの世話は彼女がすることが多く、ちびもよく懐いている。良くも悪くもいい加減な性格。
作中でケンヂが電子レンジを使った際放射能がたまると言った事がある（もちろんたまることはありえないためコマのタイトルにも電子レンジで放射能はたまりませんと編集部注で記載されている）。
父
ケンヂの父。本名不明。
サラリーマン。眼鏡とタバコが特徴。

### ケンヂの学校
さとみ
ケンヂの同級生。
ケンヂのことが好きで日々アピールするが、全く気付かれず空回りになることが多い。
愛
ケンヂの同級生。
つかみ所がない性格。ネコを2匹飼っている。高校生にしてひとり暮らし。
セクシーボディーの持ち主で、かなり異性からモテる。
巌先生
外見はどこにでもいる怖い教師。
猫好きで「（子猫に）一時間おきにミルクをあげなきゃならん」と面倒をみたりしている。
公務員の兼業は法律で禁止されているにもかかわらずネコランドのアルバイトの面接を申し込もうとした（ケンヂにその事について突っ込まれているがケンヂが通う高校は校則でアルバイト禁止になっている）。

### 町内の住人
オクサマ
近所に住んでいる主婦。
お金持ちで、ザマス調の話しかたをし、教育ママのような眼鏡をかけているが、特に嫌味というわけでなく割りといい人。
盆栽ジジイ
盆栽が趣味のじいさん。
自慢の盆栽をネコが荒らすためネコが嫌いだったが、チョメとの出会いによってツンデレネコ好き化しつつある。
郵貯の男
ネコ大好きの郵便局職員。
アパートが「ペット不可」のためネコを飼うことが出来ない。
事故で逃げ出したサーバルキャットを拾ってしまい、アパートの大家さんに内緒で飼う等の不正行為を行ったりした。
しかし、大家さんの好意によりペット不可が解除（実はアパートの住人全員が何かしらのペットを飼っていた事も発覚）されてからはサーバルキャットの存在が周囲住人にバレるのを恐れつつも（バレそうになった時には着ぐるみでごまかしたりした事も）飼っていたが、ついに拾得物として届け出た。
郵便局が民営化される事も手伝ってなのか、郵便局員を退職し、結局引き取り手が現れず動物園にサーバルキャットが引き取られてからは、同園の職員募集に応募。サーバルキャットの飼育員として見事に採用されている。
大家
郵貯の男の住むアパートの大家。
ペット禁止にしていたが後に許可。今ではばるたんに乗って買い物に行くほどに。
アニキ
頬のキズがかっこいいヤクザの男。
しかしネコが大好き。
極道の道を歩んでいたが後に動物を助ける仕事に移る。

### 近所のネコ
黒丸
真っ黒なネコ。暗闇に溶け込む。前か後ろかわからなくすることが得意。
四つ子
四つ子の子ネコ。四位一体の動きをする。
ばるたん
郵貯の男の愛猫?のサーバルキャット。
チョメ
チョメーと鳴く子ネコ。飼い主は盆栽ジジイ。

### ネコランドの住ネコたち
シャルル
ケンヂLOVEなペルシャ猫だがケンヂにはなにかとサマーカットにされてしまう。作中で数少ない擬人化されるネコ。
ソフィア
シャルルの妹にあたる姉と同じ彼女もまたペルシャ猫。ケンヂLOVEな姉貴に対していろいろと助言する。本作品中に彼女も擬人化するシーンもある。
プラちゃん
人が苦手で常に隠れているシンガプーラ。
スッフィー
スフィンクス。一度逃亡を試みるも外気の寒さに耐え切れず戻る。
スコッティ
スコティッシュフォールド。アクションは少ないが出番は多い。

### その他の動物
ポポ（カワラバト）
桃井家付近に現れる鳩。ちびをおちょくるのを日課にしている。
ちびに自身と同じく雑種と思われた事がある。（カワラバトである事が判明したのはちびに雑種と思われ怒ったポポがオレはハト科ハト目カワラバト！と言い返したため。）
ぺす
本作品中には登場が数少ない柴犬。人懐っこい。

## 単行本
竹書房より「バンブーコミックス」として刊行。全10巻。
1. 第1巻 （2000年） ISBN 4-8124-5431-X
2. 第2巻 （2002年） ISBN 4-8124-5683-5
3. 第3巻 （2003年） ISBN 4-8124-5836-6
4. 第4巻 （2004年） ISBN 4-8124-5993-1
5. 第5巻 （2005年） ISBN 4-8124-6220-7
6. 第6巻 （2006年） ISBN 4-8124-6428-5
7. 第7巻 （2006年） ISBN 4-8124-6488-9
8. 第8巻 （2006年） ISBN 4-8124-6533-8
9. 第9巻 （2007年） ISBN 978-4-8124-6569-1
10. 第10巻 （2007年） ISBN 978-4-8124-6597-4